# Injera

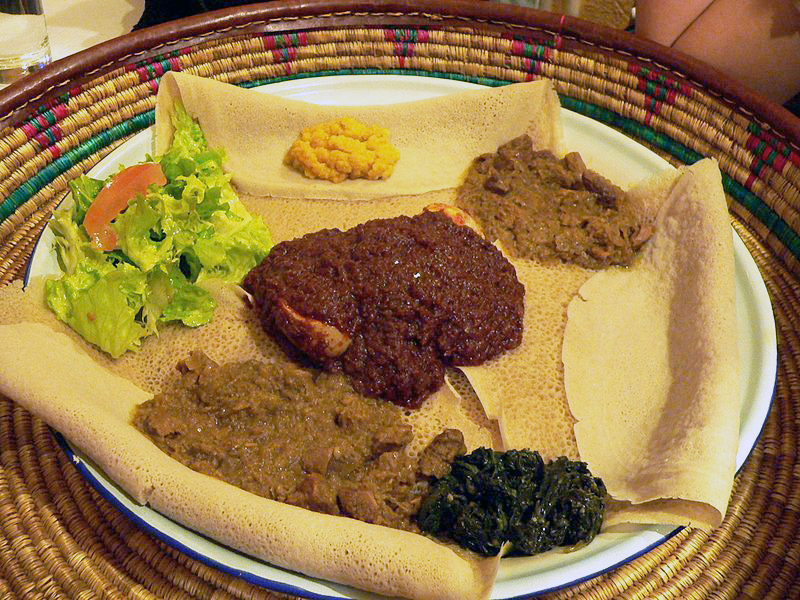
Plat consistent en injera i alguns tipus de wat o tsebhi.

La injera és un pa pla molt fi, semblant a una crêpe, que forma la base de qualsevol menjar etíop i d'Eritrea. Està feta de farina fermentada de tef (un cereal local) que després es cou en una planxa de ceràmica rodona que es manté calenta sobre la llenya del foc. Acompanya guisats diversos com el doro wat (pollastre amb salsa), el misr wat (puré espès de llenties) o el shiro wat (puré espès de cigrons semblant a l'humus).